# Adriaan Jan van Roijen
Adriaan Jan van Roijen (Katwijk aan den Rijn, 23 augustus 1800 – Onderdendam, 1 juni 1874) was een Nederlands notaris en politicus.

## Familie
Van Roijen, lid van de familie Van Roijen, was een zoon van mr. Everhard Jacob van Roijen (1773-1833), oprichter en directeur van de Bataafsche Brandwaarborgmaatschappij, en Geertruida Wilhelmina Adriana van Neck (1777-1812). Hij trouwde in 1826 met Wilhelmina Tresling (1805-1863). Uit dit huwelijk werden zes zoons en twee dochters geboren, waaronder mr. Antonius Haakma van Roijen (1830-1893), burgemeester van Bedum. Hij was een zwager van Tweede Kamerlid Tjalling Petrus Tresling.

## Loopbaan
Van Roijen studeerde Romeins en hedendaags recht aan de Groninger Hogeschool en promoveerde in 1824 op zijn dissertatie De domicilio, cum ex jure veteri, tum ex jure hodierno, ratione et jure. Hij vestigde zich als advocaat en notaris in Onderdendam. Hij was voorzitter van het waterschap Hunsingo (1856-1874).
Hij werd lid van de Provinciale Staten van Groningen (1840-1856) en werd daaruit afgevaardigd als buitengewoon lid van de Tweede Kamer der Staten-Generaal (18 september 1848 tot 8 oktober 1848). Hij voerde het woord bij de algemene beschouwingen over de Grondwetsherziening en stemde vóór alle voorstellen. Enkele jaren later werd hij verkozen tot lid van de Eerste Kamer der Staten-Generaal (1856-1862). Hij sprak in de Eerste Kamer onder meer over spoorwegen, accijnzen, de rechterlijke indeling, het wetsvoorstel jacht en visserij en binnenlandse zaken.
Van Roijen werd 12 mei 1874 benoemd tot ridder in de Orde van de Nederlandse Leeuw. Hij overleed drie weken later, op 73-jarige leeftijd.
- Biografisch Portaal: 87638748
- Parlement.com: vg09ll69w5zk